# Schriftsteller

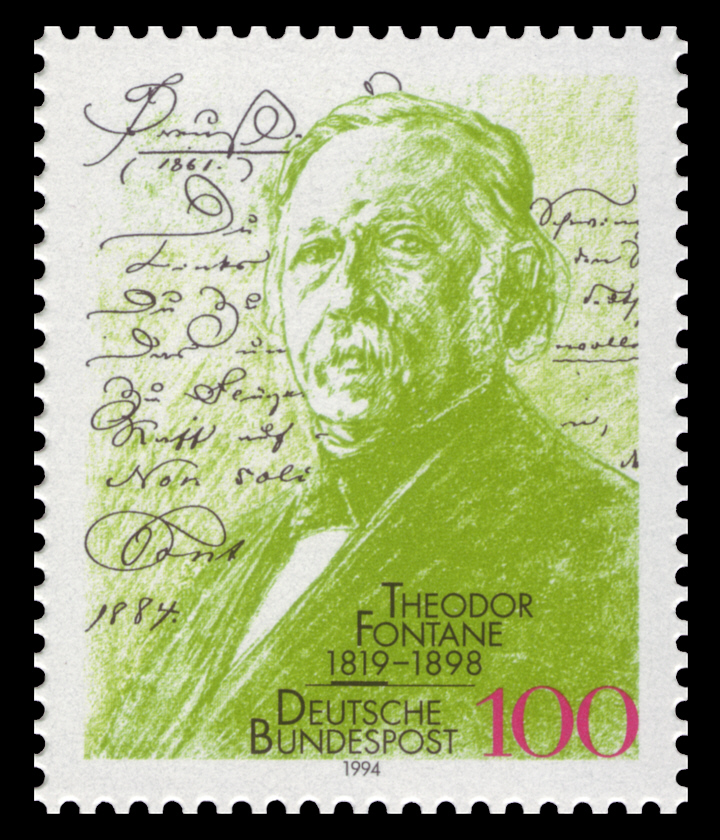
Briefmarke Theodor Fontane, Deutsche Bundespost, Erstausgabetag: 9. November 1994

Schriftsteller sind Urheber und Verfasser literarischer und nicht-literarischer Texte und zählen damit zu den Autoren (Schöpfer sprachlicher Werke).

## Zum Begriff

### Etymologische Herleitungen
Der Begriff „Schriftsteller“ wurde im 17. Jahrhundert aus „(in) eine Schrift stellen“ im Sinne von „verfassen“ gebildet und ersetzt seitdem als Berufsbezeichnung die Fremdwörter „Skribent“ und „Autor“.
Nach den Brüdern Grimm leitet sich „Schriftsteller“ noch 1616 von einem „Concipienten“ ab, der für andere rechtliche Schreiben aufsetzt. Die Anwendung des Wortes „Schriftsteller“ wird hingegen erstmals 1723 belegt für einen, der „berufsmäszig eine litterarische thätigkeit ausübt“. Ferner zitieren sie u. a. auch noch Immanuel Kant, für den einer, der zum Publikum im eigenen Namen spricht, Schriftsteller beziehungsweise Autor genannt wird, sowie Friedrich Schiller, für den der Begriff „Schriftsteller“ den des „Schöngeists“ ablöste, während Joachim Heinrich Campe laut ihrem Deutschen Wörterbuch „Schriftstellerei“ und „schriftstellern“ als „niedrige, aber deswegen noch nicht verwerfliche Wörter“ ansah.

### Sich wandelnde Zuordnungen
Im Laufe des 20. Jahrhunderts bezeichnete „Schriftsteller“ einen Autor der Belletristik mit „literarischem Anspruch“, dessen Bezeichnung eine ähnliche Aufwertung erfuhr, wie sie bereits im 18. und 19. Jahrhundert der „Dichter“ innehatte. Diese Aufwertung korrelierte dabei nicht selten mit Leistungsnachweisen, wie die Anzahl verkaufter Auflagen seiner in Publikumsverlagen veröffentlichten Bücher, deren Bewertungen in Rezensionen reputabler Literaturkritiker, zuerkannte Literaturpreise und die Aufnahme bzw. Berufung in Vereinigungen wie z. B. die Deutsche Akademie für Sprache und Dichtung. Unterstrichen wurde dies dann auch noch durch den Nachweis, seinen Lebensunterhalt überwiegend oder sogar ausschließlich durch Buchveröffentlichungen bestreiten zu können.
Doch spätestens ab Ende des 20. Jahrhunderts verlor der Begriff „Schriftsteller“ immer mehr seine elitäre Note und kann nun generell „Buchautoren“ fiktionaler Literatur, zuweilen sogar auch Autoren von Sachbüchern bezeichnen.
Ein Schriftstellerverband wie der 1969 gegründete Verband deutscher Schriftstellerinnen und Schriftsteller versammelt seit jeher Autoren und Übersetzer aller Gattungen und Genres, der innerhalb des Deutschen Gewerkschaftsbundes lediglich noch eine Abgrenzung mit dem Journalistenverband dju als eigenständige Organisation findet. Und hatte dieser Verband erst noch seit seiner Begründung die Aufnahme von Autoren abgelehnt, die lediglich Veröffentlichungen im Selbst- oder Zuschussverlag nachweisen konnten, hat er seine Position hierzu inzwischen grundlegend geändert: Es heißt zwar in den Aufnahmebedingungen u. a. noch immer, dass ein „Ausweis fachlichen Könnens“ hinreichend ausgewiesen sein muss, wie z. B. durch „eine Buchveröffentlichung, die nicht durch Einsatz eigener Geldmittel erkauft sein darf“, aber seit dem 16. Februar 2019 reichen dafür mehrere Veröffentlichungen „auch als Selfpublisher und Selfpublisherin oder Selbstvermarkter und Selbstvermarkterin“.
Die erweiterte Selbstbezeichnung „Freier Schriftsteller“ verweist rein steuerrechtlich im Gegensatz zum Gewerbe auf eine freiberufliche Tätigkeit. (Mancher versteht darunter aber auch, als Autor nicht an einen Verlag gebunden zu sein.)
Ähnlich wie beim Unterscheidenwollen der Begriffe Literaturkritiker und Rezensent gibt es für die Unterscheidung der beide rechtlich nicht geschützten Begriffe „Schriftsteller“ und „(Buch-)Autor“ keine eindeutig klare Abgrenzung (mehr). Bei den Rezensenten des Feuilletons wird zudem kaum noch eine wertend gemeinte Unterscheidung zwischen Autor und Schriftsteller getroffen. Und für die Öffentlichkeit gilt im Allgemeinen jeder als Schriftsteller, der ein Buch gleich welcher Art veröffentlicht hat. Schriftsteller wird hierbei vermutlich schlicht von Schriftenhersteller abgeleitet, was etymologisch (siehe Eingangserläuterungen im Abschnitt Etymologische Herleitungen oben) zwar falsch ist, der umfassenden Zuordnung nach aber dem etymologischen Ursprung als Ersatz des Fremdwortes Autor näher kommt als eine wertende Unterscheidung zwischen beiden Bezeichnungen.

## Wirtschaftliche Lage
Trotz wie auch immer gearteter Vor- und Ausbildung gelingt es nur sehr wenigen Schriftstellern, allein von ihren Publikationen beziehungsweise Buchhonoraren zu leben. Oft arbeiten sie unter prekären Bedingungen. Die meisten gehen deshalb noch anderen Tätigkeiten nach – entweder völlig jenseits der Literatur oder in einer immerhin artverwandten Kombination als Übersetzer, Lesereisender oder, wie schon seit längerem in den USA, als Dozent für Kreatives Schreiben.
Auch für Übersetzer ist deren oft prekäre Lage belegt.
Siehe dazu auch die Abschnitte Vergütung und Tantiemen und Verwertungsgesellschaft im Artikel zu Autor.

## Werdegänge
Während in den USA Creative Writing zur Hochschulausbildung zählt oder in Japan sich Schüler traditionell im Haiku-Schreiben üben, wird in den Schulen des deutschen Sprachraums weniger zum literarischen Schreiben angeregt, als das Textverständnis durch Lektüre und einer Interpretation unter Anwendung der objektiven Hermeneutik gefördert. Schriftsteller im deutschen Sprachraum sind meist zunächst intensive Leser, um sich dann als Autodidakten eigene Wege zum Schreiben wie auch zum Vermarkten von Manuskripten zu suchen.
An der Universität für angewandte Kunst Wien, der Universität Hildesheim und bereits seit 1955 in Leipzig  (Johannes R. Becher-Literaturinstitut bis 1993, ab 1995 an der Universität Leipzig als Deutsches Literaturinstitut Leipzig) gibt es nach US-amerikanischem Vorbild eine schreibhandwerkliche Ausbildung beziehungsweise einen Studiengang zum diplomierten Schriftsteller. Gasthörer können diese Seminare ebenfalls besuchen. Darüber hinaus bieten zahlreiche Schreibwerkstätten, wie z. B. das Junge Literaturforum Hessen-Thüringen oder die Marburger Sommerakademie angehenden Autoren interaktives Training oder ein Coaching durch bereits etablierte Schriftsteller an.
Für die Selbstvermarktung werden von Schriftstellern auch immer mehr Literaturagenten in Anspruch genommen, die Hürden bei den Verlagen abbauen helfen sollen. Tatsächlich aber unterziehen Literaturagenturen die Autoren oft ähnlichen Auswahl- und Ausschlusskriterien wie die Verlage und übernehmen damit zuweilen auch gleich die Funktion „outgesourceter“ Lektorate.

## Organisationen
Viele Schriftsteller sind in Berufsverbänden und Interessenvereinigungen organisiert. Sie dienen dem literarisch inhaltlichen Diskurs, aber auch der Förderung ihrer Mitglieder durch verbandseigene Publikationen sowie Lese- und Diskussionsveranstaltungen.
Die bekannteste internationale Schriftstellervereinigung ist der PEN International, welcher aber auch anderen schreibenden Berufen offensteht. Im bzw. für den deutschsprachigen Raum sind ihm folgende nationale bzw. regionale Mitgliedsverbände angegliedert:
- PEN-Zentrum Deutschland – parallel dazu gab es von 1951 bis zu seiner „Verschmelzung“ 1998 mit dem jetzigen PEN-Zentrum Deutschland auch noch das PEN-Zentrum Deutsche Demokratische Republik bzw. das PEN-Zentrum (Ost).
- Österreichischer PEN-Club
- Deutschschweizer PEN-Zentrum[8]
- PEN-Club Liechtenstein.
- PEN-Zentrum deutschsprachiger Autoren im Ausland

### Deutschland
Größter Bundesverband in Deutschland ist mit 3.600 Mitgliedern der gewerkschaftliche Verband deutscher Schriftstellerinnen und Schriftsteller (VS). Er bietet insbesondere auch Rechtsschutz und Beratung in Fragen des Urheberrechts. Der VS handelt darüber hinaus auch Normverträge mit dem deutschen Buchhandel aus und versteht sich als Lobby, wenn es um die soziale Absicherung von Autoren (siehe Künstlersozialversicherung) und sie betreffende Gesetzestexte geht. Darüber hinaus sind die meisten Schriftsteller auch Mitglied in der VG Wort zur Sicherung der Zweitrechte an ihren Werken.
Weiter zu nennen sind:
- Deutsche Akademie für Sprache und Dichtung
- Bundesverband junger Autoren und Autorinnen
- Interessengemeinschaft deutschsprachiger Autoren (länderübergreifende Vereinigung, gegr. in Hannover)
- Freier Deutscher Autorenverband
- Werkkreis Literatur der Arbeitswelt

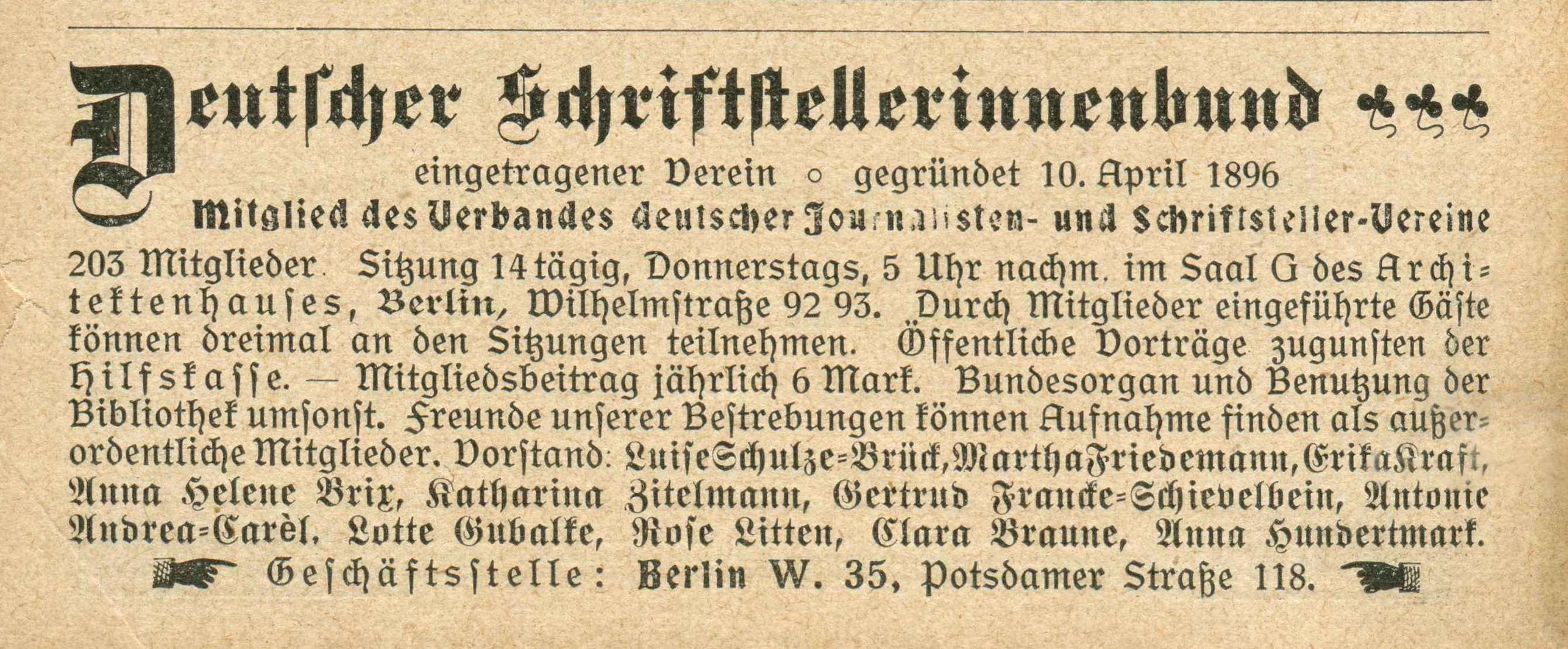
Inserat des Deutschen Schriftstellerinnenbundes von 1896

Historisch bedeutsame Vereinigungen waren:
- Deutscher Schriftstellerinnenbund (1896–1930)[9]
- Schutzverband deutscher Schriftsteller (1909 – etwa 1933 bzw. 1939)
- Bund proletarisch-revolutionärer Schriftsteller (KPD nahestehender Schriftstellerverband; 1928 – etwa 1932)
- Deutscher Schriftstellerverband (DDR; 1950–1990)

### Österreich
Die bekanntesten Schriftstellervereinigungen Österreichs sind:
- IG Autorinnen Autoren
- Österreichischer Schriftsteller/innenverband
- Grazer Autorinnen Autorenversammlung.

### Schweiz
Die bekannteste Schriftstellervereinigung der Schweiz ist der Zusammenschluss Autorinnen und Autoren der Schweiz.

### Dokumentationen
- Herlinde Koelbl: Im Schreiben zu Haus – Wie Schriftsteller zu Werke gehen – Fotografien und Gespräche. Knesebeck Verlag, München 1998, ISBN 3-89660-041-9 (In dieser Fotodokumentation werden 42 Autoren beziehungsweise Schriftsteller an ihrem Arbeitsplatz porträtiert und in individuellen Interviews sowohl Anlass ihrer Berufung als auch Rahmenbedingungen und individuelle Vorgehensweise bei der Entstehung von Werken dargestellt.)
- Renatus Deckert: Das erste Buch: Schriftsteller über ihr literarisches Debüt. Suhrkamp Verlag, Frankfurt am Main 2007, ISBN 3-518-45864-7 (In diesem Buch geben 92 bedeutende deutschsprachige Schriftsteller Auskunft über ihre literarischen Anfänge und ihren Weg zum ersten Buch. Unter den Autoren sind: Ilse Aichinger, Siegfried Lenz, Peter Härtling, Martin Walser, Günter Grass, Hans Magnus Enzensberger, Wilhelm Genazino, Peter Handke, Elfriede Jelinek, Walter Kempowski, Robert Gernhardt, Thomas Hürlimann, Monika Maron, Sten Nadolny, Durs Grünbein, Sibylle Lewitscharoff und Ingo Schulze.)
- Isolde Ohlbaum: AutorenAutoren. ars vivendi Verlag, Cadolzburg 2000, ISBN 3-89716-212-1 (Fotodokumentation deutscher und ausländischer Autoren und Schriftsteller in Einzel- und Gruppenporträts bei öffentlichen Anlässen und in außerberuflichen Situationen).
- Warum sie schreiben wie sie schreiben – Eine literarische Umfrage, Literaturmagazin Bd. 19, Rowohlt, Reinbek 1987, S. 15–133, ISBN 3-498-03844-3. (36 Schriftsteller, darunter Jürgen Becker, Silvio Blatter, Friedrich Christian Delius, Bodo Kirchhoff, Sten Nadolny, geben Auskunft zu vier Fragenkomplexen: a) inwieweit haben übergreifende Katastrophen, z. B. der GAU von Tschernobyl, inhaltliche und formale Konsequenzen auf das Schreiben; b) wie wirken sich Utopieverlust und mögliche Vernichtung der Nachwelt auf das Autorenselbstverständnis aus; c) gefährdet die Unterhaltungsindustrie die eigene literarische Arbeit; d) fühlt sich der Schriftsteller noch einer republikanischen Tradition verpflichtet).

### Handbücher
- Sandra Uschtrin: Handbuch für Autorinnen und Autoren. 8. Auflage, Inning am Ammersee 2015, ISBN 978-3-932522-16-1.
- Wolfgang Bittner: Beruf: Schriftsteller – Was man wissen muss, wenn man vom Schreiben leben will. Allitera-Verlag, München 2006, ISBN 3-86520-197-0.

### Lexika
- Deutsches Literatur-Lexikon. Biographisch-bibliographisches Handbuch. 3. Auflage, Bern/München 1968ff. (Stand Ende 2010: 29 Bände bis Weiss).
- Deutsches Literatur-Lexikon. Biographisch-bibliographisches Handbuch. Ergänzungsbände, Bern 1994ff. (Stand Ende 2006: 6 Bände bis Ryslavy [1999]).
- Deutsches Literatur-Lexikon. Das 20. Jahrhundert. Carl Ludwig Lang, Bern / München 2000, ab Band 2 Konrad Feilchenfeldt, Bern / München 2001 (Stand Ende 2006: 9 Bände bis Fries).
- Heinz Ludwig Arnold (Hrsg.): Kritisches Lexikon zur deutschsprachigen Gegenwartsliteratur. – KLG: Edition Text und Kritik, Loseblattausgabe, Loseblattwerk, seit 1978, wird laufend aktualisiert.
- Heinz Ludwig Arnold (Hrsg.): Kritisches Lexikon zur fremdsprachigen Gegenwartsliteratur – KLfG: Edition Text und Kritik, Loseblattausgabe, Loseblattwerk, wird laufend aktualisiert.
- Andreas Klimt (Hrsg.): Kürschners Deutscher Literatur-Kalender. Band 1–3, K. G. Saur Verlag, München / Leipzig, ISBN 3-598-23581-X (es existieren bereits mehrere Auflagen).
- Andreas Klimt (Hrsg.): Kürschners Deutscher Sachbuch-Kalender. Band 1–2, K. G. Saur Verlag, München / Leipzig, ISBN 3-598-24181-X (es existieren bereits mehrere Auflagen).
- Ute Hechtfischer, Renate Hof, Inge Stephan (Hrsg.): Metzler Autorinnen Lexikon. Suhrkamp, Stuttgart / Weimar 1998, Taschenbuchausgabe: Frankfurt am Main 2002
- Andreas B. Kilcher (Hrsg.): Metzler Lexikon der deutsch-jüdischen Literatur. Jüdische Autorinnen und Autoren deutscher Sprache von der Aufklärung bis zur Gegenwart. 2., aktualisierte und erweiterte Auflage. Metzler, Stuttgart/Weimar 2012, ISBN 978-3-476-02457-2.
- Bernd Engler, Kurt Müller (Hrsg.): Metzler Lexikon amerikanischer Autoren. 768 S., Stuttgart und Weimar 2000.
- Elisabeth Friedrichs: Die deutschsprachigen Schriftstellerinnen des 18. und 19. Jahrhunderts. Ein Lexikon. Metzler, Stuttgart 1981, ISBN 3-476-00456-2.
- Eberhard Kreutzer, Ansgar Nünning (Hrsg.): Metzler Lexikon Englischsprachiger Autorinnen und Autoren. Sonderausgabe, Stuttgart und Weimar 2006.
- Bernd Lutz, Benedikt Jeßing (Hrsg.): Metzler Lexikon Autoren: Deutschsprachige Dichter und Schriftsteller vom Mittelalter bis zur Gegenwart. 4., aktualisierte und erweiterte Auflage Stuttgart / Weimar 2010.